# James Wilfrid Ryan
James Wilfrid Ryan (* 16. Oktober 1858 in Norwegian Township, Schuylkill County, Pennsylvania; † 26. Februar 1907 in Mahanoy City, Pennsylvania) war ein US-amerikanischer Politiker. Zwischen 1899 und 1901 vertrat er den Bundesstaat Pennsylvania im US-Repräsentantenhaus.

## Werdegang
Noch in seiner Jugend zog James Ryan mit seinen Eltern nach Mahanoy City, wo er die öffentlichen Schulen besuchte. Danach absolvierte er die High School in Frackville. Anschließend arbeitete er als Lehrer. Nach einem Jurastudium und seiner 1884 erfolgten Zulassung als Rechtsanwalt begann er in Pottsville in diesem Beruf zu arbeiten. Zwischen 1892 und 1896 war er Bezirksstaatsanwalt. Politisch schloss er sich der Demokratischen Partei an.
Bei den Kongresswahlen des Jahres 1898 wurde Ryan im 13. Wahlbezirk von Pennsylvania in das US-Repräsentantenhaus in Washington, D.C. gewählt, wo er am 4. März 1899 die Nachfolge des Republikaners Charles N. Brumm antrat. Bis zum 3. März 1901 konnte er eine Legislaturperiode im Kongress absolvieren. Nach seiner Zeit im US-Repräsentantenhaus praktizierte Ryan wieder als Anwalt. Er starb am 26. Februar 1907 in Mahanoy City.